# Maurizio Milani
Pour les articles homonymes, voir Milani.
Maurizio Milani, nom de plume de Carlo Barcellesi (né le 20 mai 1961 à Milan), est un humoriste, acteur de télévision et écrivain italien.

« Ce que tes parents ont économisé et construit avec parcimonie dans une vie de travail,
tu peux le gaspiller en un an.
Si tu t'engages bien, même en moins de temps ! »

« Quello che i tuoi genitori hanno risparmiato e costruito con parsimonia in una vita di lavoro,
tu glielo puoi mangiare fuori in un anno.
Se ti impegni anche meno »

— Maurizio Milani

## Biographie
Né à Milan en 1961, il a obtenu un diplôme en agriculture à l'"Istituto Tecnico Agrario Statale Tosi" "de Codogno, la ville dont est issue sa famille.
Il débute comme humoriste au "Zelig Cabaret" de Milan en 1987, et à la télévision au milieu des années 1980. À partir de ses apparitions dans l'émission satirique "Su la testa!" (Rai 3, 1992), Milani construit son personnage comme un homme de la rue, cynique mais profondément humain, engagé dans milles travaux. Ses monologues sont caractérisés par une ironie caustique et fine, qui, même si elle représente une réalité surréaliste, nous donne une interprétation très lucide. De 2003 à 2008, il a participé comme invité à l'émission de Rai 3, Che tempo che fa, présentée par Fabio Fazio (it).
Très actif aussi comme écrivain satirique, il écrit dans les journaux Il Foglio et Libero, et collabore avec le mensuel Max (it).

## Télévision
- 1992 : Su la testa! (Rai 3)
- 1993 : Letti Gemelli
- 1993 : Cielito lindo (it)
- 1997-1998 : Scatafascio (Italia 1)
- 1998-1999 : 
  - Comici (Italia 1)
  - Facciamo cabaret (Italia 1)
- 2003-2008 : Che tempo che fa (Rai 3)

## Théâtre
- 1992 : Un uomo da badile
- 1993 : Piacenza[4].
- 1995 : Animale da fosso
- 1995 : Il Circo di Paolo Rossi
- 1998 : Il pubblico all'uscita si lamenta

## Œuvres
- 1994 : Animale da fosso, Bompiani
- 1996 : Un uomo da badile, Baldini&Castoldi
- 1998 : Vantarsi, bere liquori, illudere la donna, Baldini&Castoldi
- 2003 : La donna quando non capisce s'innamora, Kowalski
- 2005 : In amore la donna vuol tribolare, Kowalski
- 2006 : L'uomo che pesava i cani, Kowalski
- 2007 : Del perché l'economia africana non è mai decollata, Kowalski
- 2010 : Mi sono iscritto nel registro degli indagati, Rizzoli
- 2011 : Chi ha ciulato la Corrente del Golfo?, Aliberti
- 2012 : Fidanzarsi non conviene, Barbera
- 2013 : Uomini che piangono per niente, Rizzoli
- 2014 : Saltar per terra causa vino, Wingsbert House
- 2016 : Il verro ruffiano, Baldini&Castoldi

## Décorations
- 2005: Prix Satira Politica Forte dei Marmi, section cabaret[5].